# Аліче Белланді
Аліче Белланді (італ. Alice Bellandi; 28 листопада 1998, Брешія, Ломбардія, Італія) — італійська дзюдоїстка, олімпійська чемпіонка 2024 року, призерка чемпіонатів світу та Європи.

## Виступи на Олімпіадах
| Олімпіада  | Дисципліна      | Місце |
| ---------- | --------------- | ----- |
| Токіо 2020 | до 70 кг        | 7     |
| Токіо 2020 | змішана команда | 9     |
| Париж 2024 | до 78 кг        | 1     |
| Париж 2024 | змішана команда | 5     |

## Зовнішні посилання
- Аліче Белланді на сайті World Athletics (англійська)
- Аліче Белланді на сайті International Judo Federation (англійська)
- Аліче Белланді на сайті JudoInside.com (англійська)
- Аліче Белланді на сайті AllJudo.net (французька)
- Аліче Белланді на сайті Olympics.com (англійська)
- Аліче Белланді на сайті Olympedia (англійська)
- Аліче Белланді на сайті Italian Olympic Committee (італійська)